# 大普里齊基
49°54′55″N 30°58′25″E / 49.91528°N 30.97361°E
大普里茨基（烏克蘭語：Великі Пріцьки）是位於烏克蘭北部的村莊，由基辅州奧布希夫區的勒日希夫市鎮負責管轄。該村始建於1600年，面積4.26平方公里，海拔高度179米，2001年人口762，人口密度每平方公里178.8人。